# Eurytoma augasmae
Eurytoma augasmae är en stekelart som beskrevs av Zerova 1977. Eurytoma augasmae ingår i släktet Eurytoma och familjen kragglanssteklar.
Artens utbredningsområde är:
- Bulgarien.
- Armenien.
- Azerbajdzjan.
- Turkmenistan.

Inga underarter finns listade i Catalogue of Life.